# 内田征宏
内田 征宏（うちだ まさひろ、8月1日 - ）は、日本の漫画家。宮城県出身。血液型O型。
趣味は美術館に行く事、漫画、ゲーム。
座右の銘は「人生楽あれば苦あり」。
好きな映画・ドラマは『ナイトメアー・ビフォア・クリスマス』、『セブン』、『羊たちの沈黙』、『クロウ』、『CSI』、『バーバパパ』。
好きな漫画は『ブラック・ジャック』、『ギャラリーフェイク』、『はじめの一歩』。
2007年より担当した『神様のパズル』（コミカライズ）が初の連載作品。

## アシスタント
- 若林裕介[2]

## 作品リスト
- 神様のパズル（全4巻、原作：機本伸司、ソフトバンククリエイティブ、Flex Comix）- 最終巻となる4巻は、ほるぷ出版から出ている。
  1. ISBN 978-4797348781
  2. ISBN 978-4797354041
  3. ISBN 978-4797357578
  4. ISBN 978-4593857043